# Tetranychus atriplexi
Tetranychus atriplexi är en spindeldjursart som beskrevs av Auger och Flechtmann 2009. Tetranychus atriplexi ingår i släktet Tetranychus och familjen Tetranychidae. Inga underarter finns listade i Catalogue of Life.